# Hualani
Hualani ("nebesko klijanje/nebeski plod/dijete neba") bila je havajska poglavarica i vladarica otoka Molokaija.
Njezina je majka bila Kamauliwahine, vladarica Molokaija.
Hualanin otac je bio poglavica Laniaiku, čije je podrijetlo zaboravljeno.
Njezina je obitelj, dinastija Kamauaua, vladala Molokaijem neko vrijeme; Hualani je naslijedila svoju majku nakon njezine smrti.
Pojanja spominju da je Hualani bila supruga poglavice Kanipahua te da su imali sina Kalahumokua I., koji je bio princ Hāne.